# Ban Dak-Lay
Ban Dak-Lay – wieś położona w południowo-wschodnim Laosie, w prowincji Attapu, w dystrykcie Phouvong.